# Az USA vasúttársaságainak listája
Ez a lista az USA vasúttársaságait tartalmazza, méret szerinti bontásban.

## Első osztályú vasúttársaságok
- Burlington Northern and Santa Fe Railway (BNSF)
- Canadian National Railway (CN)
- Canadian Pacific Railway (CP)
- CSX Transportation (CSXT)
- Kansas City Southern Railway (KCS)
- Norfolk Southern Railway (NS)
- Union Pacific Railroad (UP)

## Regionális vasúttársaságok
- Alabama and Gulf Coast Railway (AGR)  Archiválva 2006. október 16-i dátummal a Wayback Machine-ben
- Alaska Railroad (ARR)  Archiválva 2002. augusztus 8-i dátummal at the Library of Congress
- Bessemer and Lake Erie Railroad (BLE)
- Bergen Passaic Rail Corp. (BPR)
- Buffalo and Pittsburgh Railroad (BPRR)
- Central Oregon and Pacific Railroad (CORP)  Archiválva 2006. október 16-i dátummal a Wayback Machine-ben
- Chicago Fort Wayne and Eastern Railroad (CFER)  Archiválva 2006. október 16-i dátummal a Wayback Machine-ben
- Dakota, Minnesota and Eastern Railroad (DME)
- Dakota, Missouri Valley and Western Railroad (DMVW)
- Duluth, Missabe and Iron Range Railway (DMIR)
- Elgin, Joliet and Eastern Railway (EJE)  Archiválva 2009. február 1-i dátummal a Wayback Machine-ben
- Florida East Coast Railway (FEC)
- Iowa, Chicago and Eastern Railroad (ICE)
- Iowa Interstate Railroad (IAIS)
- Kansas and Oklahoma Railroad (CKRY)
- Kyle Railroad (KYLE)  Archiválva 2006. október 16-i dátummal a Wayback Machine-ben
- Missouri and Northern Arkansas Railroad (MNA)  Archiválva 2006. október 16-i dátummal a Wayback Machine-ben
- Montana Rail Link (MRL)
- Montreal, Maine and Atlantic Railway (MMA)
- Nebraska, Kansas and Colorado RailNet (NKCR)
- Nebraska Central Railroad (NCRC)
- Nebraska Northeastern Railway (NENE)
- New York, Susquehanna and Western Railway (NYSW)
- Niagara and Western Railway (NYWR)  Archiválva 2021. március 13-i dátummal a Wayback Machine-ben
- Northern Plains Railroad
- Paducah and Louisville Railway (PAL)
- Palouse River and Coulee City Railroad (PCC)
- Pan Am Railways (BM, MEC, ST)
- Portland and Western Railroad (PNWR)
- Providence and Worcester Railroad (PW)
- Red River Valley and Western Railroad (RRVW)
- South Kansas and Oklahoma Railroad (SKOL)
- Texas Mexican Railway (TM)
- Texas Pacifico Transportation
- Tuscola and Saginaw Bay Railway (TSBY)
- Wheeling and Lake Erie Railway (WE)
- Wisconsin and Southern Railroad (WSOR)

## Helyi vasúttársaságok
- Aberdeen, Carolina and Western Railway (ACWR)
- Aberdeen and Rockfish Railroad (AR)
- Acadiana Railway (AKDN)
- Alabama and Tennessee River Railway (ATN?)
- Albany and Eastern Railroad (AERC)
- Alexander Railroad (ARC)
- Algers, Winslow and Western Railway (AWW)
- Aliquippa and Ohio River Railroad
- Almanor Railroad (AL)
- AN Railway (AN)
- Angelina and Neches River Railroad (ANR)
- Ann Arbor Railroad (AA)  Archiválva 2007. március 10-i dátummal a Wayback Machine-ben
- Apache Railway (APA)
- Arcade and Attica Railroad (ARA)
- Arizona and California Railroad (ARZC)  Archiválva 2006. október 16-i dátummal a Wayback Machine-ben
- Arizona Central Railroad (AZCR)
- Arizona Railroad
- Arkansas and Missouri Railroad (AM)
- Arkansas and Oklahoma Railroad
- Arkansas, Louisiana and Mississippi Railroad (ALM)
- Arkansas Midland Railroad (AKMD)
- Ashland Railway (ASRY)
- AT&L Railroad (ATLT)
- Athens Line (ABR)
- Atlantic and Western Railway (ATW)
- B&H Rail Corporation (BH)
- Batten Kill Railroad
- Bauxite and Northern Railway (BXN)
- Bay Colony Railroad (BCLR)
- Bay Line Railroad (BAYL)
- Belvidere and Delaware River Railway (BDRV)
- Blacklands Railroad (BLR)
- Blackwell and Northern Railway (BNR)
- Bloomer Line (BLOL)
- Border Pacific Railroad (BOP)
- Buckingham Branch Railroad (BB)
- Caddo Valley Railroad
- Caldwell County Railroad (CWCY)
- Caney Fork and Western Railroad (CFWR)
- Carolina Coastal Railway
- Carolina Southern Railroad (CALA)
- Carrizo Gorge Railway (CZRY)
- Cascade and Columbia River Railroad (CSCD)  Archiválva 2006. október 16-i dátummal a Wayback Machine-ben
- Catskill Mountain Railroad (CMRR)
- Cedar Rapids and Iowa City Railway (CIC)
- Central Columbiana and Pennsylvania Railway (CQPA)
- Central Michigan Railway (CMGN)
- Central Montana Rail (CM)
- Central New England Railroad (CNZR)
- Central Railroad of Indiana (CIND)  Archiválva 2006. október 16-i dátummal a Wayback Machine-ben
- Central Railroad of Indianapolis (CERA)  Archiválva 2006. október 16-i dátummal a Wayback Machine-ben
- Chattahoochee and Gulf Railroad (CHAT)
- Chattahoochee Industrial Railroad (CIRR)
- Chattooga and Chickamauga Railway (CCKY)
- Chesapeake and Albemarle Railroad (CA)  Archiválva 2007. január 6-i dátummal a Wayback Machine-ben
- Chicago SouthShore and South Bend Railroad (CSS)
- City of Prineville Railway (COP)
- Claremont Concord Railroad (CCRR)
- Clarendon and Pittsford Railroad (CLP)
- Colorado, Kansas and Pacific Railway
- Columbia Basin Railroad (CBRW)
- Columbia and Cowlitz Railway (CLC)
- Columbus and Greenville Railway (CAGY)
- Columbus and Ohio River Rail Road (CUOH)
- Commonwealth Railway (CWRY)
- Conecuh Valley Railroad (COEH)
- Connecticut Southern Railroad (CSO)  Archiválva 2008. szeptember 19-i dátummal a Wayback Machine-ben
- Copper Basin Railway (CBRY)
- D and I Railroad (DAIR)
- Dakota Northern Railroad[1]
- Dakota Short Line
- Dardanelle and Russellville Railroad (DR)
- De Queen and Eastern Railroad (DQE)
- Delaware-Lackawanna Railroad
- Delta Southern Railroad (DSRR)
- Depew, Lancaster and Western Railroad (DLWR)
- Dubois County Railroad (DCRR)
- East Cooper and Berkeley Railroad (ECBR)
- East Tennessee Railway (ETRY)
- Eastern Alabama Railway (EARY)  Archiválva 2006. október 16-i dátummal a Wayback Machine-ben
- Eastern Shore Railroad (ESHR)
- Eastern Idaho Railroad (EIRR)
- Eastern Maine Railway (EMR)
- Effingham Railroad (EFRR)
- El Dorado and Wesson Railway
- El Dorado and Western Railway
- Elkhart and Western Railroad
- Escanaba and Lake Superior Railroad (ELS)
- Everett Railroad (EV)
- Falls Road Railroad (FRR)
- Finger Lakes Railway (FGLK)
- Florida Central Railroad (FCEN)
- Florida Midland Railroad (FMID)
- Florida Northern Railroad (FNOR)
- Florida West Coast Railroad (FWCR)
- Fredonia Valley Railroad (FVRR)
- Fulton County Railroad (FC)
- Fulton County Railway (FCR)
- Georgetown Railroad (GRR)  Archiválva 2008. május 14-i dátummal a Wayback Machine-ben
- Georgia and Florida RailNet (GFRR)
- Georgia Central Railway (GC)
- Georgia Midland Railroad (GMR)
- Georgia Northeastern Railroad (GNRR)
- Georgia Southwestern Railroad (GSWR)
- Georgia Woodlands Railroad (GWRC)
- Gettysburg and Northern Railroad
- Gloster Southern Railroad (GLSR)
- Golden Isles Terminal Railroad (GITM)
- Golden Triangle Railroad (GTRA)
- Grainbelt Corporation (GNBC)
- Grand Rapids Eastern Railroad (GR)  Archiválva 2006. október 16-i dátummal a Wayback Machine-ben
- Great Northwest Railroad (GRNW)
- Great Smoky Mountains Railroad (GSMR)
- Great Walton Railroad Company (GRWR)
- Great Western Railway of Colorado (GWR)
- Green Mountain Railroad (GMRC)
- Gulf, Colorado and San Saba Railway (GCSR)
- Hampton Railway
- Hampton and Branchville Railroad (HB)
- Hartwell Railroad (HRT)
- Heart of Georgia Railroad (HOG)  Archiválva 2006. december 8-i dátummal a Wayback Machine-ben
- Hollidaysburg and Roaring Spring Railroad
- Hollis and Eastern Railroad (HE)
- Hoosier Southern Railroad (HOS)
- Housatonic Railroad (HRR)
- Huntsville and Madison County Railroad Authority (HMCR)
- Huron and Eastern Railway (HESR)  Archiválva 2006. október 16-i dátummal a Wayback Machine-ben
- Idaho Northern and Pacific Railroad (INPR)
- Illinois and Midland Railroad (IMRR)
- Illinois RailNet (IR)
- Illinois Western Railroad
- Indiana Rail Road (INRD)
- Indiana Northeastern Railroad (IN)
- Indiana and Ohio Central Railroad
- Indiana and Ohio Railway (IORY)  Archiválva 2006. október 16-i dátummal a Wayback Machine-ben
- Indiana Southern Railroad (ISRR)  Archiválva 2006. október 16-i dátummal a Wayback Machine-ben
- Iowa Northern Railway (IANR)
- Iowa Northwestern Railroad (IANW)
- Iowa Traction Railroad (IATR)
- Juniata Valley Railroad (JVRR)
- Kankakee, Beaverville and Southern Railroad (KBSR)
- Kentucky and Tennessee Railway (KT)
- Keokuk Junction Railway (KJRY)
- Kiamichi Railroad (KRR)  Archiválva 2006. október 16-i dátummal a Wayback Machine-ben
- Knox and Kane Railroad (KKRR)
- Kosciusko and Southwestern Railway (KSRY?)
- KWT Railroad (KWT)
- Lake State Railway (LSRC)
- Lake Superior and Ishpeming Railroad (LSI)
- Lancaster and Chester Railway (LC)
- Laurinburg and Southern Railroad (LRS)
- Lewis and Clark Railway
- Little Rock and Western Railway (LRWN)
- Livonia, Avon and Lakeville Railroad (LAL)
- Louisiana and Delta Railroad (LDRR)
- Louisiana and North West Railroad (LNW)
- Louisville and Indiana Railroad (LIRC)
- Lowville and Beaver River Railroad
- Luxapalila Valley Railroad (LXVR)
- Lycoming Valley Railroad (LVRR)
- M and B Railroad (MB) (MNBR)
- Madison Railroad (CMPA)
- Maine Eastern Railroad (ME)
- Maryland and Delaware Railroad (MDDE)
- Maryland Midland Railway
- Massachusetts Central Railroad (MCER)
- McCloud Railway (MCR)
- Meridian Southern Railway (MDS)
- Mid-Michigan Railroad (MMRR)  Archiválva 2006. október 16-i dátummal a Wayback Machine-ben
- Maryland Midland Railway (MMID)
- Middletown and Hummelstown Railroad (MIDH)
- Middletown and New Jersey Railway (MNJ)
- Milford-Bennington Railroad
- Minnesota, Dakota and Western Railway (MDW)
- Minnesota Northern Railroad (MNN)
- Minnesota Prairie Line (MPLI)
- Minnesota Southern Railway (MSWY)
- Mississippi Export Railroad (MSE)
- Mississippi and Skuna Valley Railroad (MSV)
- Mississippian Railway Cooperative (MSRW)
- Morristown and Erie Railway (ME)
- Mohawk, Adirondack and Northern Railroad
- Mount Hood Railroad (MH)
- Nash County Railroad (NCYR)
- Nashville and Eastern Railroad (NERR)
- Naugatuck Railroad (NAUG)
- Nebkota Railway (NRI)
- Nebraska Central Railroad (NCRC)
- Nebraska Northeastern Railway (NENE)
- New England Central Railroad (NECR)  Archiválva 2006. október 16-i dátummal a Wayback Machine-ben
- New England Southern Railroad
- New Hampshire Central Railroad
- New Hampshire Northcoast Corporation (NHN)
- New Hope and Ivyland Railroad
- New York and Atlantic Railway (NYA)
- New York and Greenwood Lake Railway (NYGL)
- New York and Lake Erie Railroad (NYLE)
- New York and Ogdensburg Railway (NYOG)
- Nittany and Bald Eagle Railroad (NBER)
- North Shore Railroad (NSHR)
- Northwestern Pacific Railway
- Octoraro Railroad
- Ogeechee Railway (OGEE)
- Ohio Central Railroad (OHCR)
- Ohio and Pennsylvania Railroad
- Ohio Southern Railroad
- Oil Creek and Titusville Lines (OCTL)
- Old Augusta Railroad (OAR)
- Ontario Central Railroad
- Ontario Midland Railroad (OMID)
- Otter Tail Valley Railroad (OTVR)  Archiválva 2006. október 16-i dátummal a Wayback Machine-ben
- Ouachita Railroad (OUCH)
- Panhandle Northern Railroad (PNR)
- Pee Dee River Railway
- Pearl River Valley Railroad (PRV)
- Pecos Valley Southern Railway (PVS)
- Pend Oreille Valley Railroad (POVA)
- Penn Eastern Rail Lines (PRL)
- Pickens Railway (PICK)
- Pioneer Valley Railroad (PVRR)
- Point Comfort and Northern Railway (PCN)
- Prescott and Northwestern Railroad (PNW)
- Progressive Rail (PGR)
- Puget Sound and Pacific Railroad (PSAP)  Archiválva 2006. október 16-i dátummal a Wayback Machine-ben
- R. J. Corman Railroad Bardstown Line (RJCR)
- R. J. Corman Railroad Cleveland Line (RJCL)
- R. J. Corman Railroad Central Kentucky Lines (RJCC)
- R. J. Corman Railroad Memphis Line (RJCM)
- R. J. Corman Railroad Western Ohio Lines (RJCW)
- R. J. Corman Railroad Pennsylvania Lines (RJCP)
- Rarus Railway (RARW)
- Reading Blue Mountain and Northern Railroad
- Redmont Railway (RRCI)
- Riceboro Southern Railway (RSOR)
- Rochester and Southern Railroad (RSR)
- Rock and Rail (RRRR)
- Rockdale, Sandow and Southern Railroad (RSS)
- Roscoe, Snyder and Pacific Railroad (RSAP)
- Sabine River and Northern Railroad (SRN)
- Saginaw Valley Railway
- Salt Lake, Garfield and Western Railway
- San Diego and Arizona Eastern Railway (SDAE)  Archiválva 2007. július 10-i dátummal a Wayback Machine-ben
- San Diego and Imperial Valley Railroad (SDIY)  Archiválva 2006. október 16-i dátummal a Wayback Machine-ben
- San Diego Northern Railroad (SDNR)
- San Joaquin Valley Railroad
- San Luis and Rio Grande Railroad (SLRG)  Archiválva 2005. november 23-i dátummal a Wayback Machine-ben
- San Luis Central Railroad (SLC)
- San Manuel Arizona Railroad (SMA)
- Sand Springs Railway (SS)  Archiválva 2006. október 29-i dátummal a Wayback Machine-ben
- Sandersville Railroad (SAN)
- Santa Fe Southern Railway (SFSR)
- Santa Maria Valley Railroad (SMV)
- St. Croix Valley Railroad
- St. Lawrence and Atlantic Railroad (SLR)
- St. Mary's Railroad (SM)
- Savannah Port Terminal Railroad (SAPT)
- Seminole Gulf Railway (SGLR)
- Sequatchie Valley Railroad (SQVR)
- Shamokin Valley Railroad (SVRR)
- Sierra Northern Railway (SERA?)  Archiválva 2008. április 15-i dátummal a Wayback Machine-ben
- Sisseton Milbank Railroad
- SMS Rail Service (SLRS)
- South Branch Valley Railroad (SBVR)  Archiválva 2008. május 13-i dátummal a Wayback Machine-ben
- South Central Florida Express (SCFE)
- South Central Tennessee Railroad (SCTR)
- Southern Freight Railroad (?)
- Southern Indiana Railway
- Southern Railroad of New Jersey (SRNJ)
- Stillwater Central Railroad (SLWC)
- Stockton Terminal and Eastern Railroad (STE)  Archiválva 2008. április 30-i dátummal a Wayback Machine-ben
- Stourbridge Railroad (SBRR)
- Sunflour Railroad
- Tacoma Rail (TMBL & TRMW)
- Tenneken Railroad
- Tennessee Southern Railroad (TSRR)
- Texas-New Mexico Railroad (TNMR)
- Texas North Western Railway (TXNW)
- Texas and Northern Railway (TN)
- Texas Rock Crusher Railway (TXR)
- Thermal Belt Railway (TBRY)
- Three Notch Railroad (TNHR)
- Timber Rock Railroad (TIBR)
- Toledo, Peoria and Western Railway (TPW)  Archiválva 2006. október 16-i dátummal a Wayback Machine-ben
- Tomahawk Railway (TR)
- Toppenish, Simcoe and Western Railroad
- Trona Railway (TRC)
- Tulsa-Sapulpa Union Railway (TSU)
- Twin Cities and Western Railroad (TCWR)
- Tyburn Railroad (TYBR)
- Union County Industrial Railroad (UCIR)
- Utah Railway (UTAH)
- V and S Railway
- Valdosta Railway (VR)
- Vandalia Railroad (VRRC)
- Ventura County Railroad
- Vermont Railway (VTR)
- Wallowa Union Railroad Authority (WURR)
- Warren and Saline River Railroad (WSR)
- Washington County Railroad
- Wellsboro and Corning Railroad (WCOR)
- West Isle Line
- West Tennessee Railroad (WTNN)
- West Texas and Lubbock Railway (WTLR)
- West Virginia Central Railroad (WVC)
- Western Kentucky Railway (WKRL)
- Western New York and Pennsylvania Railroad (WNYP)
- Western Rail Road (WRRC)
- Willamette and Pacific Railroad (WPRR)
- Winchester and Western Railroad (WW)
- Wiregrass Central Railroad (WGCR)
- Wyoming and Colorado Railroad
- Yadkin Valley Railroad (YVRR)
- York Railway (YRC)
- Yreka Western Railroad (YW)  Archiválva 2008. április 10-i dátummal a Wayback Machine-ben

## Tolató és átállító vasúttársaságok
- Adrian and Blissfield Rail Road (ADBF)  Archiválva 2010. július 16-i dátummal a Wayback Machine-ben
- Akron Barberton Cluster Railway (AB)
- Alabama and Florida Railway (AF)
- Alabama Railroad (ALAB)
- Albany Port Railroad (ALBY)
- Alamo Gulf Coast Railroad (AGCR)
- Allegheny Valley Railroad
- Alton and Southern Railroad
- Amador Foothills Railroad
- Appanoose County Community Railroad (APNC)
- Arizona and Eastern Railway (AZER)  Archiválva 2006. március 27-i dátummal a Wayback Machine-ben
- Ashtabula, Carson and Jefferson Railroad (ACJR)
- Augusta and Summerville Railroad
- Austin Area Terminal Railroad (AATR)
- Ballard Terminal Railroad (BDTL)
- Belt Railway of Chicago (BRC)
- Bergen Passaic Terminal Railroad (BPTR)
- Bighorn Divide and Wyoming Railroad (BDW)
- Birmingham Southern Railroad (BS)
- Black River and Western Railroad (BRW)
- Boone and Scenic Valley Railroad (BSVY)
- Boot Hill and Western Railway (BHWY)
- Brandon Corporation (BRAN)
- Brandywine Valley Railroad (BVRY)
- Brownsville and Rio Grande International Railroad (BRG)
- Buffalo Southern Railroad (BSOR)
- Burlington Junction Railway (BJRY)
- C & NC Railroad (CNUR)
- C&S Railroad
- California Northern Railroad (CFNR)  Archiválva 2006. október 16-i dátummal a Wayback Machine-ben
- Camp Chase Industrial Railroad (CCRA)
- Canton Railroad (CTN)
- Cape Fear Railways (CF)
- Carolina Piedmont Railroad (CPDR)  Archiválva 2006. október 16-i dátummal a Wayback Machine-ben
- Carolina Rail Service (CRIJ)
- Central California Traction Company
- Central Illinois Railroad (CIRY)
- Central Midland Railway (CMR)
- Chestnut Ridge Railway (CHR)
- Chicago Rail Link (CRL)
- Chillicothe-Brunswick Rail Authority
- Cimarron Valley Railroad (CVR)
- City of Rochelle Railroad
- Clinton Terminal Railroad (CTR)
- Cloquet Terminal Railroad (CTRR)
- CMC Railroad
- Coe Rail (CRLE)
- Colorado and Wyoming Railway (CW)
- Columbia Terminal (CT)
- Conemaugh and Black Lick Railroad (CBL)
- Connotton Valley Railway (CV?)
- Conrail (CSAO)
- Corpus Christi Terminal Railroad (CCTA)
- Crab Orchard and Egyptian Railroad (COER)
- Dakota Southern Railway
- Dallas, Garland and Northeastern Railroad (DGNO)  Archiválva 2006. október 16-i dátummal a Wayback Machine-ben
- Decatur Junction Railway (DT)
- Delray Connecting Railroad (DC)
- Delta Valley and Southern Railway (DVS)
- Denver Rock Island Railroad (DRIR)
- East Camden and Highland Railroad (EACH)
- East Chattanooga Belt Railway
- East Erie Commercial Railroad (EEC)
- East Jersey Railroad and Terminal Company (EJR)
- East Penn Railways
- Eastern Illinois Railroad (EIRC)
- Ellis and Eastern Company
- Farmrail Corporation (FMRC)
- Flats Industrial Railroad (FIR)
- Fordyce and Princeton Railroad (FP)
- Fore River Transportation Corporation (FOR)
- Fort Smith Railroad
- Fort Worth and Western Railroad (FWWR)
- Galveston Railroad (GVSR)
- Garden City Western Railway (GCW)
- Golden Isles Terminal Railroad (GITM)
- Grafton and Upton Railroad (GU)
- Great Miami and Scioto Railway (GMRY)
- Great River Railroad (GTR)
- Great Western Railway of Iowa
- High Point, Thomasville and Denton Railroad
- Hutchinson and Northern Railway (HN)
- Indian Creek Railroad (ICRK)
- Indiana Harbor Belt Railroad (IHB)
- Indiana Southwestern Railway
- ISG Cleveland Works Railway (CUVA)
- ISG South Chicago and Indiana Harbor Railway (SCIH)
- Jefferson Warrior Railroad (JEFW)
- Kendallville Terminal Railway
- Kiski Junction Railroad (KJR)
- Knoxville and Holston River Railroad (KXHR)
- Lake County Railroad (LCR)
- Lake Terminal Railroad (LT)
- Landsville Terminal and Transfer Company
- Little Kanawha River Rail (LKRR)
- Little Rock Port Railroad (LRPA)
- Longview Switching Company
- Los Angeles Junction Railway
- Louisville, New Albany and Corydon Railroad (LNAC)
- Luzerne and Susquehanna Railway
- Mahoning Valley Railway (MVRY)
- Manufacturers' Junction Railway (MJ)
- Manufacturers Railway (MRS)
- Massena Terminal Railroad (MSTR)
- Maumee and Western Railroad
- McKeesport Connecting Railroad
- Meeker Southern Railroad
- MG Rail (MGRI)
- Michigan Shore Railroad
- Michigan Southern Railroad
- Minnesota Commercial Railway (MNNR)
- Mississippi Central Railroad (MSCI)
- Mississippi Delta Railroad (MSDR)
- Mississippi Tennessee Railroad (?)
- Missouri and Valley Park Railroad
- Modesto and Empire Traction Company (MET)
- Moscow, Camden and San Augustine Railroad
- Mount Vernon Terminal Railway
- Municipality of East Troy Railroad (METW)
- N. D. C. Railroad
- Napa Valley Railroad (NVRR)
- Nashville and Western Railroad
- New Castle Industrial Railroad (NCIR)
- New Orleans and Gulf Coast Railway (NOGC)
- New Orleans Public Belt Railroad (NOPB)
- New York Cross Harbor Railroad Terminal (NYCH)
- Newburgh and South Shore Railroad (NSR)
- North Carolina and Virginia Railroad (NCVA)  Archiválva 2006. október 16-i dátummal a Wayback Machine-ben
- Northern Ohio and Western Railway (NOW)
- Northwestern Oklahoma Railroad (NOKL)
- Oakland Terminal Railway (OTR)
- Ohi-Rail Corporation (OHIC)
- Omaha Lincoln and Beatrice Railway (OLB)
- Oregon Pacific Railroad
- Owego and Harford Railway
- Pacific Harbor Line (PHL)
- Patapsco and Back Rivers Railroad (PBR)
- Peninsula Terminal Company
- Pennsylvania Southwestern Railroad (PSWR)
- Peoria and Pekin Union Railway (PPU)
- Philadelphia, Bethlehem and New England Railroad (PBNE)
- Pioneer Industrial Railway (PRY)
- Pittsburgh, Allegheny and McKees Rocks Railroad (PAM)
- Pittsburgh and Ohio Central Railroad
- Port Bienville Railroad (PBVR)
- Port Jersey Railroad (PJRR)
- Port Terminal Railroad Association
- Port Terminal Railroad of South Carolina (PTR)
- Port of Tillamook Bay Railroad (POTB)
- Port Utilities Commission of Charleston, South Carolina (PUCC)
- Portland Terminal Railroad
- Quincy Railroad (CA) (QRR)
- R. J. Corman Railroad Allentown Lines (RJCN)
- Railroad Switching Service of Missouri (?)
- Raritan Central Railway (RCRY)
- Republic N and T Railroad
- Richmond Pacific Railroad (RPRC)
- Rio Valley Switching Company (RVSC)
- Riverport Railroad (RVPR)
- St. Maries River Railroad (STMA)
- Salt Lake City Southern Railroad
- San Joaquin Valley Railroad (SJVR)  Archiválva 2006. október 16-i dátummal a Wayback Machine-ben
- San Pedro Southwestern Railroad (SWKR)
- Santa Cruz, Big Trees and Pacific Railway (SCBG)
- Savannah Port Terminal Railroad (SPTR)
- Semo Port Railroad (SE)
- Shawnee Terminal Railway (STR)  (formerly Cairo Terminal Railroad)
- Sidney and Lowe Railroad (SLGG)
- South Brooklyn Railway
- South Buffalo Railway (SB)
- South Carolina Central Railroad (SCRF)  Archiválva 2006. október 16-i dátummal a Wayback Machine-ben
- South Plains Lamesa Railroad (SLAL)
- South Plains Switching
- Southern Switching Company (SSC)
- Southwest Pennsylvania Railroad
- Southwestern Railroad (SW)
- Strasburg Rail Road (SRC)
- Tacoma Rail (TMBL & TRMW)
- Talleyrand Terminal Railroad (TTR)
- Terminal Railroad Association of St. Louis (TRRA)
- Terminal Railway Alabama State Docks (TASD)
- Texas Central Business Lines (TCB)
- Texas City Terminal Railway
- Texas, Gonzales and Northern Railway (TXGN)
- Texas South-Eastern Railroad (TSE)
- Tishomingo Railroad (TISH)
- Towanda-Monroeton Shipper Lifeline
- Tri-City and Olympia Railroad (TCRY)
- Turners Island, LLC
- Turtle Creek Industrial Railroad (TCKR)
- Union Railroad (URR)
- Upper Merion and Plymouth Railroad (UMP)
- Utah Central Railway
- Vermillion Valley Railroad (VVRR)
- Virginia Southern Railroad
- Wabash Central Railroad (WBCR)
- Walking Horse and Eastern Railroad (WHOE)
- Warren and Trumbull Railroad
- Washington Terminal Company (WATC)
- WCTU Railway (WCTR)
- West Michigan Railroad
- West Virginia Southern Railway
- Wichita, Tillman and Jackson Railway (WTJR)
- Wilmington Terminal Railroad (WTRY)
- Wilmington and Western Railway
- Winamac Southern Railway (WSRY)
- Winston-Salem Southbound Railway
- Youngstown and Austintown Railroad (YARR)
- Youngstown Belt Railroad

## Nem közös szállítók
- Gadsden Switching Service (GSS)
- Southern Electric Railroad (?)
- Tri County Rail (TCRC?)
- U.S. Railways (USRX)

## Ismeretlen besorolású vasúttársaságok
- Alabama Southern Railroad (ABS)
- Appalachian and Ohio Railroad (AO?)
- Atlanta, Stone Mountain and Lithonia Railway (ASML)
- Beech Mountain Railroad (BEEM)
- Black Mesa and Lake Powell Railway (BLKM)
- Branford Steam Railroad (BRFD)
- Cambria and Indiana Railroad (CI)
- Central Gulf Railway (CGR)
- Central Indiana and Western Railroad (CEIW)
- Chattahoochee Industrial Railroad (CIRR)
- Chesapeake and Indiana Railroad (CKIN)
- Chicago, Central and Pacific Railroad (CC)
- Chicago, Ft. Wayne and Eastern Railroad (CFER?)  Archiválva 2006. október 16-i dátummal a Wayback Machine-ben
- Clamland Pacific Railroad Co. (https://web.archive.org/web/20110207151043/http://clamtrack-railroad.com/
- Cleveland Works Railroad (CWRO?)
- Colorado Kansas and Pacific Railway (CKP)
- Connersville and New Castle (?)
- Council Bluffs Railway (CBGR)
- Dansville and Mount Morris Railroad (DMM)
- Deseret-Western Railroad
- Durham Transport (DRHY)
- Evansville Belt Line Railroad
- Evansville Western Railway (EVWR)
- Fillmore Western Railway
- Formosa Plastics Corporation (FPAX)
- Galveston, Harrisburg and San Antonio Railway (GHSA)
- Johnson County Industrial Airport Railway (JCIX)
- Joppa and Eastern Railroad (JE)
- Kanawha Rail Corporation (WNFR)
- Kansas Southern Railway (KSR)
- KASGRO Rail Lines (KRL)
- Kiowa, Hardtner and Pacific Railroad (?)
- Landisville Terminal and Transfer Company (LNVT)
- Louisville and Wadley Railway (LW)
- Maine Eastern Railroad (MERR)
- Modoc Northern
- Montana Western Railway (MWRR)
- New England Transrail (?)
- New Jersey and Northern Railway (?)
- New Jersey Rail Carriers (NJRC?)
- New Mexico Gateway Railroad (NMGR)
- Norfolk and Portsmouth Belt Line (NPB)
- North Carolina Railroad (NCRR)
- North Central Railway Association (NCRA?)
- Northern Lines Railway (NLR)
- St. Marys Railway West (SMRW)
- Tennken Railroad (TKEN)
- Texas Northeastern Railroad (TNER)  Archiválva 2006. október 23-i dátummal a Wayback Machine-ben
- Tulare Valley Railroad (TVRR)
- Vaughan Railroad (VRR)
- Victoria and Southern Railway (?)
- WFEC Railroad (?)
- Wichita Union Terminal Railway (WUT)
- Yellowstone Valley Railroad (YVRR)

## Személyszállító vasúttársaságok
Amtrak (AMTK)  - Az összes hosszútávú személyszállító járat

### Kiránduló és turistavasutak
- Abilene and Smoky Valley Railroad (ASV)
- Adirondack Scenic Railroad
- Austin and Texas Central Railroad
- Adrian and Blissfield Rail Road
- Blue Ridge Scenic Railway (BRSR)
- Boone & Scenic Valley Railroad (BSVY)
- Calera & Shelby Railroad
- California Western Railroad
- Cape May Seashore Lines (CMSL)
- Cass Scenic Railroad State Park  Archiválva 2008. április 24-i dátummal a Wayback Machine-ben
- Connecticut Electric Railway
- Conway Scenic Railroad
- Coopersville and Marne Railway (CMRY)
- Cumbres and Toltec Scenic Railroad
- Delaware and Ulster Railride (DURR)
- Denver to Winter Park Ski Train
- Durango and Silverton Narrow Gauge Railroad (DSNG)
- East Broad Top Railroad (EBT)
- East Tennessee and Western North Carolina Railroad (ET&WNC, or "Tweetsie")
- Fillmore and Western Railway
- Florida Gulf Coast Railroad Museum
- Fremont and Elkhorn Valley Railroad (FEVR)
- Grand Canyon Railway (GCRX)
- Great Smoky Mountains Railway
- Heber Valley Railroad
- Hocking Valley Scenic Railroad
- Lahaina-Kaanapali and Pacific Railroad
- Lookout Mountain Incline Railway
- Lorain and West Virginia Railway (LAWV)
- Manitou and Pike's Peak Railway
- Midland Railway
- Mount Hood Railroad
- Mount Rainier Scenic Railroad
- Mount Washington Cog Railway
- My Old Kentucky Dinner Train
- Napa Valley Wine Train
- Nevada Northern Railway (NN)
- North Alabama Railroad Museum
- Oregon Coast Scenic Railroad
- Roaring Camp and Big Trees Narrow Gauge Railroad
- Roosevelt Railroad (RRR)
- Sacramento Southern Railroad (SSRX)
- San Diego and Arizona Railway (SDAX)
- Sierra Railroad  Archiválva 2008. április 15-i dátummal a Wayback Machine-ben
- Southern Michigan Railroad Society (SMRS)
- Tennessee Valley Railroad
- Valley Railroad (Connecticut)
- Wanamaker Kempton and Southern Railroad (Pennsylvania)
- Virginia and Truckee Railroad (VT)
- Western Maryland Scenic Railroad
- White Pass and Yukon Route (WPY)
- Whitewater Valley Railroad (WVRR)
- Wilmington and Western Railway
- Wisconsin Great Northern Railroad (WGN?)
- Yuma Valley Railway

## USA-ban is működő kanadai vasutak
- Canadian National Railway (CN)
- Canadian Pacific Railway (CP)

## USA-ban is működő mexikói vasutak
- Ferrocarril Mexicano (FXE) , Ferromex
- Grupo Transportación Ferroviaria Mexicana (TFM), Kansas City Southern de México (KCSM)